# فرانسيسكو موراليس بيرموديز
فرانسيسكو موراليس بيرموديز (بالإسبانية: Francisco Morales Bermúdez) (و. 1921 – م) هو سياسي، وضابط من بيرو ولد في ليما.
تولى منصب رئيس بيرو (1975-08-29–1980-07-28) .

## روابط خارجية
- فرانسيسكو موراليس بيرموديز على موقع الموسوعة البريطانية (الإنجليزية)
- فرانسيسكو موراليس بيرموديز على موقع مونزينجر (الألمانية)
- فرانسيسكو موراليس بيرموديز على موقع إن إن دي بي (الإنجليزية)